# 紀伊國屋書店
株式会社紀伊國屋書店（きのくにやしょてん、英: KINOKUNIYA COMPANY, LTD.）は、日本の書店、出版社である。
書籍のほか、文具、雑貨、CDなどを販売する店舗を国内外に展開、オンラインストアの運営のほか、大学、短大、初等中等教育機関、公共図書館、企業、病院、各種研究機関向けに、書籍・雑誌、データベースなどのWeb商品、図書館・教室の設備の販売、全国およそ200の機関で大学図書館を中心とした図書館業務のアウトソーシングも手掛けている。オリコンチャート加盟店である。

## 概要
1927年1月22日創業、1946年1月16日法人設立。登記上本店は、東京都新宿区新宿三丁目17番7号（新宿本店）。本社事務所は、東京都目黒区下目黒三丁目7番10号。ナショナルチェーンとも呼ばれる日本全国に店舗をもつ有力チェーン書店であるのみならず、アメリカ合衆国・東アジア・東南アジア・オーストラリア・アラブ首長国連邦にも進出している。
創業者の田辺茂一は、書店業界の実力者および文化人として有名であった。また、田辺の片腕として活動した松原治はその後、2012年に没するまで日本の書店業界の中心人物として活躍した。
紀伊國屋演劇賞を主催し、紀伊國屋ホール、紀伊國屋サザンシアター TAKASHIMAYA（タカシマヤタイムズスクエア南館内）と劇場を2か所経営している。
出版部門は、PR誌『scripta』と人文書が中心である。他社において「営業部」「販売部」と呼ばれる出版営業を扱う部署は、「ホールセール部」と呼ばれる。
日本最大級の洋書専門店である Books Kinokuniya Tokyo（東京・新宿）は、英語書籍のほか、フランス語、ドイツ語、スペイン語、イタリア語、ベトナム語、中国語（簡体/繁体）、韓国語の書籍を扱っている。
国内の洋書・海外マガジンの取扱は一部の店舗での扱いで、英語書籍 23店舗、海外マガジン 17店舗、フランス語書籍 4店舗、ドイツ語書籍・スペイン語書籍 3店舗。イタリア語書籍 2店舗。ベトナム語書籍・韓国語書籍・中国語書籍（簡体/繁体）1店舗で扱いがある。（2024年3月現在）。
外商部門は学術研究用に各種商用データベース（DB)の代理店もしており、1996年に一部のDBにつき丸善・Knight-Ridderと設立したKMKデジテックス（2000年にジー・サーチDialogサービス事業部が承継）に営業譲渡をした。1986年からOCLC FirstSearchを、代理店として日本国内の図書館へ提供している。2021年6月に、学術資料のデジタル化及びグローバル化に対応した新たなNACSIS-CAT/ILLシステム構築を受託しており、教育・研究環境のトータルコーディネートに力を入れている。
2013年には株式会社エヌ・ビー・シーを子会社化し、文房具、雑貨、カレンダーの商品開発および販売力を強化して海外展開も拡大していく。
2027年1月に創業100周年を迎えることからにした店舗で無料配布している紙のブックカバーを模したオリジナルグッズを発売した。キャッチコピーは「今日も、本と一緒に。」である。
2022年11月フィリピンに初出店し地元書店チェーンのFully Bookedと提携し、日本語書籍を販売開始する。2023年6月にアメリカのジョージア州に初出店。アメリカで21店舗目となるアトランタ店をオープン。国内では2023年11月島根県に山陰地方として初出店した。

## 社名の由来
創業者の田辺家の先祖は、紀伊徳川家の江戸藩邸に勤める足軽で、商売を営むことになった時に屋号として出身地にちなんだ「紀伊國屋」をつけたのが始まりである。最初は材木問屋だったが、その後炭問屋になり、田辺茂一の代で書店を開業して今に至る。江戸時代の豪商の紀伊國屋文左衛門とは関係ない。

## 沿革
- 1927年（昭和2年）1月22日 - 田辺茂一が現在の新宿本店がある場所にて創業。
- 1930年（昭和5年）2月 - 新宿本店を改築。
- 1931年（昭和6年）2月 - 新刊紹介誌「紀伊國屋月報」創刊
- 1933年（昭和8年）6月 - 紀伊國屋出版部を設立
- 1945年（昭和20年）5月 - 太平洋戦争の戦災で店舗消失、同年12月に焼け跡にて書店再開。
- 1946年（昭和21年）1月16日 - 株式会社紀伊國屋書店を設立。前川國男設計による木造2階建て店舗を新築。
- 1949年（昭和24年） - 海外書籍の輸入販売を開始。
- 1955年（昭和33年）8月 - 『ヒマラヤの男』刊行で出版事業再開。
- 1956年（昭和31年）4月 - 大阪営業所を開設。
- 1958年（昭和33年）12月 - 大手町ビル店開店。
- 1964年（昭和39年）
  - 3月 - 前川國男設計による地上9階、地下2階の紀伊國屋本社ビルと紀伊國屋ホールを兼ねた新宿本店が竣工。
  - 10月 - 東京オリンピック選手村とプレスマンハウスに出店。
- 1966年（昭和41年）10月 - 紀伊國屋演劇賞の創設。
- 1969年（昭和44年）2月 - サンフランシスコに海外1号店を出店。現在の場所に梅田店を出店。
- 1972年（昭和47年）
  - 1月 - 外商部門の統合再編より営業本部を設立。
  - 2月 - ASKシステム部を設立、文献情報検索事業を開始
- 1981年（昭和56年） 12月　- ニューヨーク店出店。
- 1986年（昭和61年）- 図書館ネットワークOCLCと代理店契約。
- 1987年（昭和62年）- 台湾へ初出店。
- 1990年（平成2年）- マレーシアへ初出店。
- 1992年（平成4年）- バンコクにタイ1号店を出店。
- 1994年（平成6年）- 店舗でのPOSシステムを導入。
- 1995年（平成7年）- 出版社向け販売データ提供サービス「Publine」開始。
- 1996年（平成8年）
  - 8月 - シドニーにオーストラリア1号店を出店。
  - 10月 - 新宿南店出店、同時に紀伊國屋サザンシアターが開場。
  - 10月 - オンラインストア 「紀伊國屋書店BookWeb」オープン
- 1997年（平成9年）1月 - 図書館向け収書支援システム「PLATON」をリリース。
- 1999年（平成11年）
  - 5月 - 福岡本店を出店。
  - 8月 - シンガポールへ出店。
  - 10月 - 電子ジャーナル支援ツール「K-Port」「OJ-Web」スタート。
  - 10月 - 国立国会図書館「国際こども図書館」絵本ギャラリー制作を受託。以後、所蔵資料デジタル化作業の受託本格化。
- 2000年（平成12年）9月 - 東京都渋谷区恵比寿に本社ビル開設。
- 2001年（平成13年）5月 - 紀伊國屋レーベルとしてDVDの発売が開始。
- 2003年（平成15年）
  - 10月 - 紀伊國屋ホールが菊池寛賞を受賞。
  - 11月 - 紀伊國屋スタッフが選ぶキノベス!発表を開始。第1回受賞は『博士の愛した数式』（小川洋子）。
- 2004年（平成16年）6月 - 江戸川大学図書館業務の全面委託を開始。以後、大学図書館の受託が増加。
- 2005年（平成17年）1月 - 札幌本店がケイ・ニー・タン氏による設計でJR札幌駅前に増床し移転。
- 2007年（平成19年）1月 -「Net Library（EBSCO eBooks）」で 日本語電子書籍の販売を開始。
- 2008年（平成20年）
  - 5月 - 東京都目黒区へ本社ビルを移転。
  - 11月 - 中東地域初となるドバイへ出店。
- 2009年（平成21年）
  - 11月 - 映画配給事業開始（初配給作品は 「アンナと過ごした4日間」）。
  - 10月 - ポイントサービス「Kinokuniya Point」を開始。
- 2010年（平成22年）9月 - 開店41年となる梅田本店を全面リニューアル。
- 2011年（平成23年）1月 - 電子書籍配信サービス「Kinoppy」が開始。
- 2013年（平成25年）
  - 3月 - ECサイトを統合し「紀伊國屋書店ウェブストア」としてリニューアル。
  - 4月 - 株式会社エヌ・ビー・シーを子会社化。
  - 4月 - アジアンベイシス株式会社を設立。
  - 10月 - KADOKAWA、講談社とともに、学校・公立図書館向けの電子書籍貸出サービス提供を目的とした合弁会社・株式会社日本電子図書館サービスを設立。
- 2015年（平成27年）
  - 4月 - 大日本印刷株式会社との合弁会社である、株式会社イノベーションジャパンを設立。
  - 9月 - 村上春樹『職業としての小説家』を9万冊買い切り、取次店を介して全国書店において販売。
  - 12月 - 新宿本店1Fに日本茶カフェの紀伊茶屋（きのちゃや）を開店。
- 2016年（平成28年）
  - 5月 - ベトナム国営書店FAHASAと提携し、ホーチミンで日本語書籍の販売を開始。
  - 10月 - シンガポールの投資会社Singapore Myanmar Investcoとフランチャイズ契約を締結し、ミャンマーのヤンゴン国際空港で英文書の販売を開始[4]。
- 2017年（平成29年）3月 - 紀伊國屋ビルディングが東京都選定歴史的建造物に選出。
- 2018年（平成30年）
  - 1月 - 「紀伊國屋書店学術図書館KinoDen」をリリース。
  - 8月 - カンボジアへ初出店。
- 2019年（令和元年）10月 - ドイツの学術出版社De Gruyterの電子書籍の日本販売総代理店となる[5]。
- 2020年（令和2年）
  - 5月 - UAE（アラブ首長国連邦）では2008年にドバイ・モールに開店したドバイ店に続く2店舗目としてアブダビに出店。
  - 10月 - 宮崎県へ初出店。
- 2022年（令和4年）
  - 10月 - 早稲田大学と 慶應義塾大学協働の和書電子化推進プロジェクトにKinoDenが参加。
  - 11月 - フィリピンへ初出店。地元書店チェーンのFully Bookedと提携し、日本語書籍を販売開始。
- 2023年（令和5年）
  - 10月 - 紀伊國屋ホールにて定期開催している紀伊國屋寄席が700回を迎える。
  - 10月 - カルチュア・コンビニエンス・クラブ株式会社と日本出版販売株式会社とともに、書店主導の出版流通改革の実現を目的とした合弁会社・株式会社ブックセラーズ&カンパニーを設立
  - 11月 - 島根県に山陰地方として初出店。
- 2024年（令和6年）
  - 1月31日 - 株式会社日本カタロゴスの全株式を取得し、完全子会社化[6]
  - 6月3日 - CCCMKホールディングス並びに三井住友カードと提携して、Vポイントを導入[7]。
  - 11月13日 - 小型店のOtemachi One店を出店。
  - 12月27日 - カルチュア・コンビニエンス・クラブから旭屋書店並びに東京旭屋書店の全株式を取得し、子会社化[8][9]。
- 2025年（令和7年）6月30日 - 啓文堂書店を運営する京王書籍販売の全株式を京王電鉄から取得し、子会社化[10]。

## 関連項目

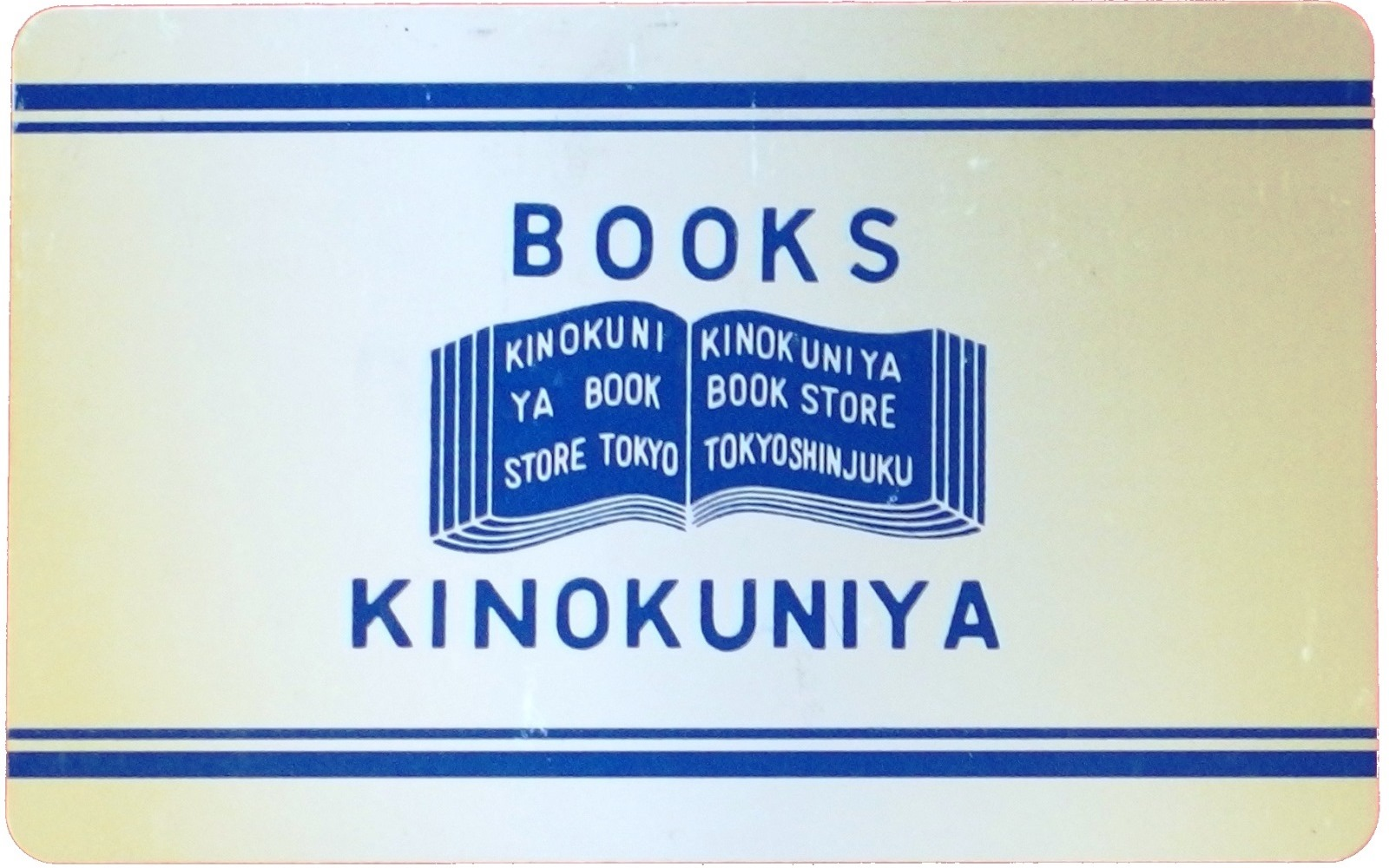
紀伊國屋ポイントカード

## 店舗
国内・海外の他に、大学施設構内に所属する職員・学生を対象とした小型のブックセンターと呼ばれる店舗がある。旗艦店である新宿本店ビルは老朽化が進み、耐震補強工事が行われた。工事期間は常に営業しながら、各フロアの商品を玉突き移動させ続けることで、一時閉店することなく耐震工事を完了させた。
- 国内：70店舗（2025年4月現在）

- 海外：43店舗（2025年4月現在）

- 国内ブックセンター：81店舗（2025年4月現在）

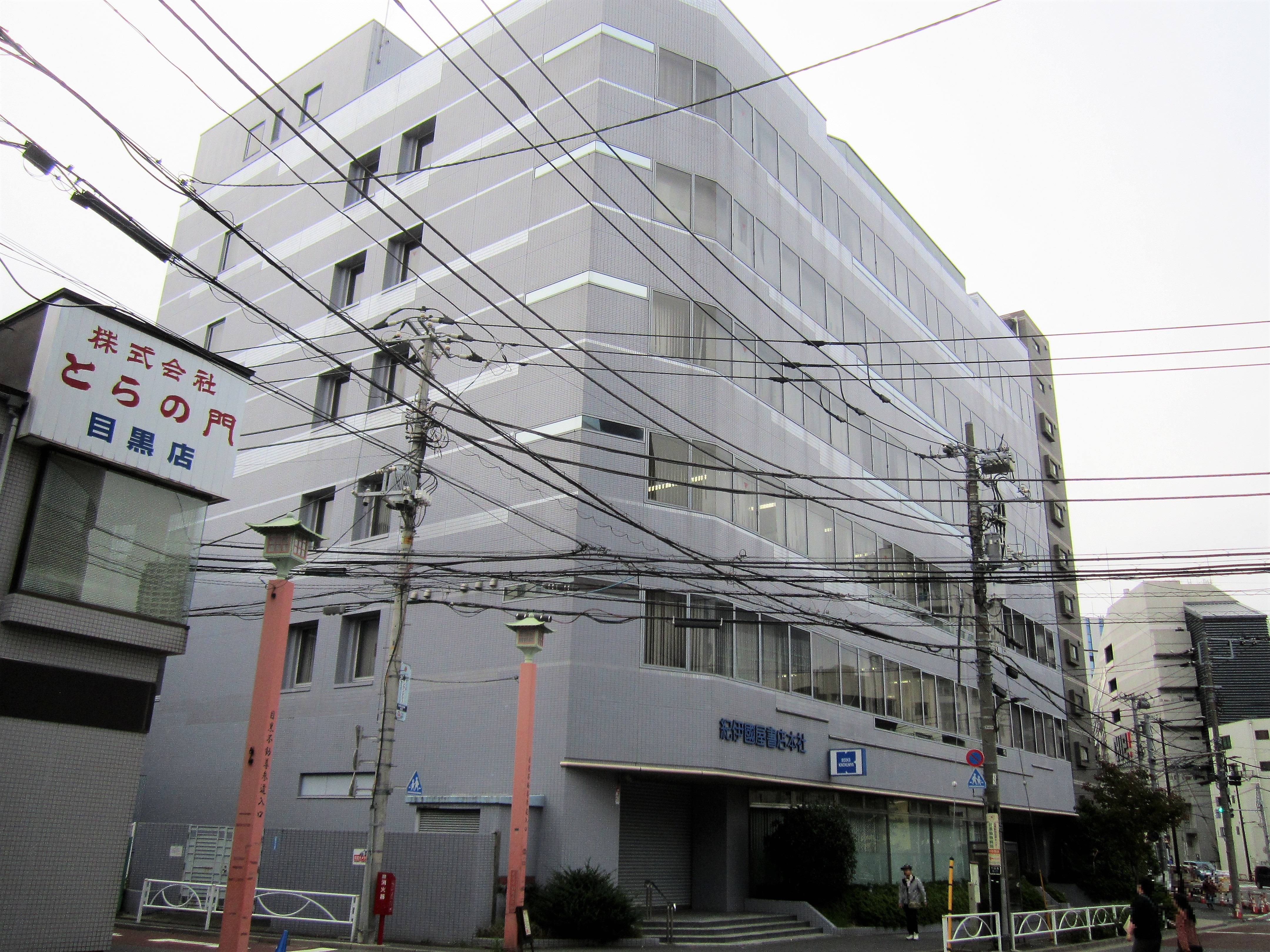
本社
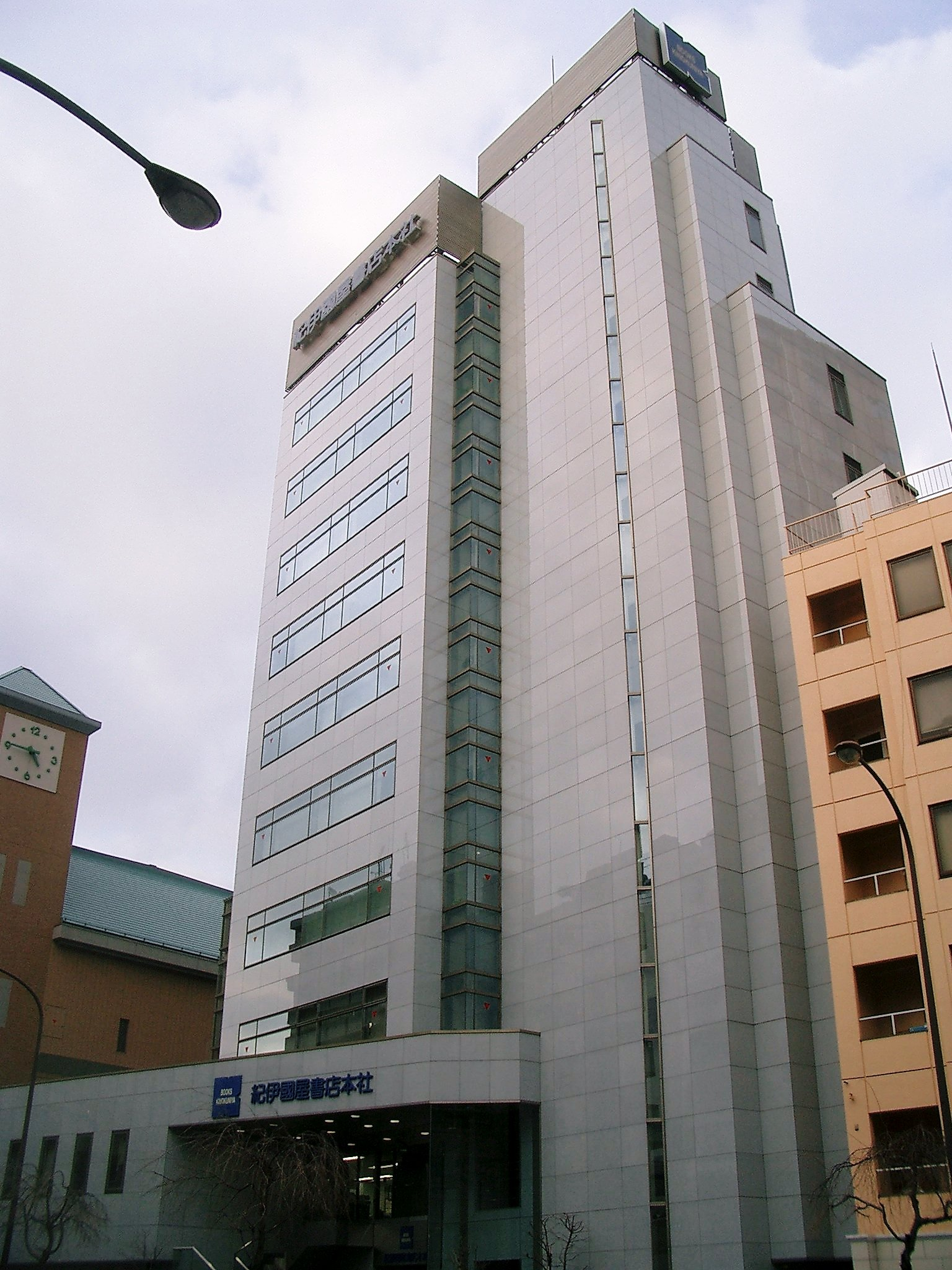
2008年5月に移転する前の旧本社事務所
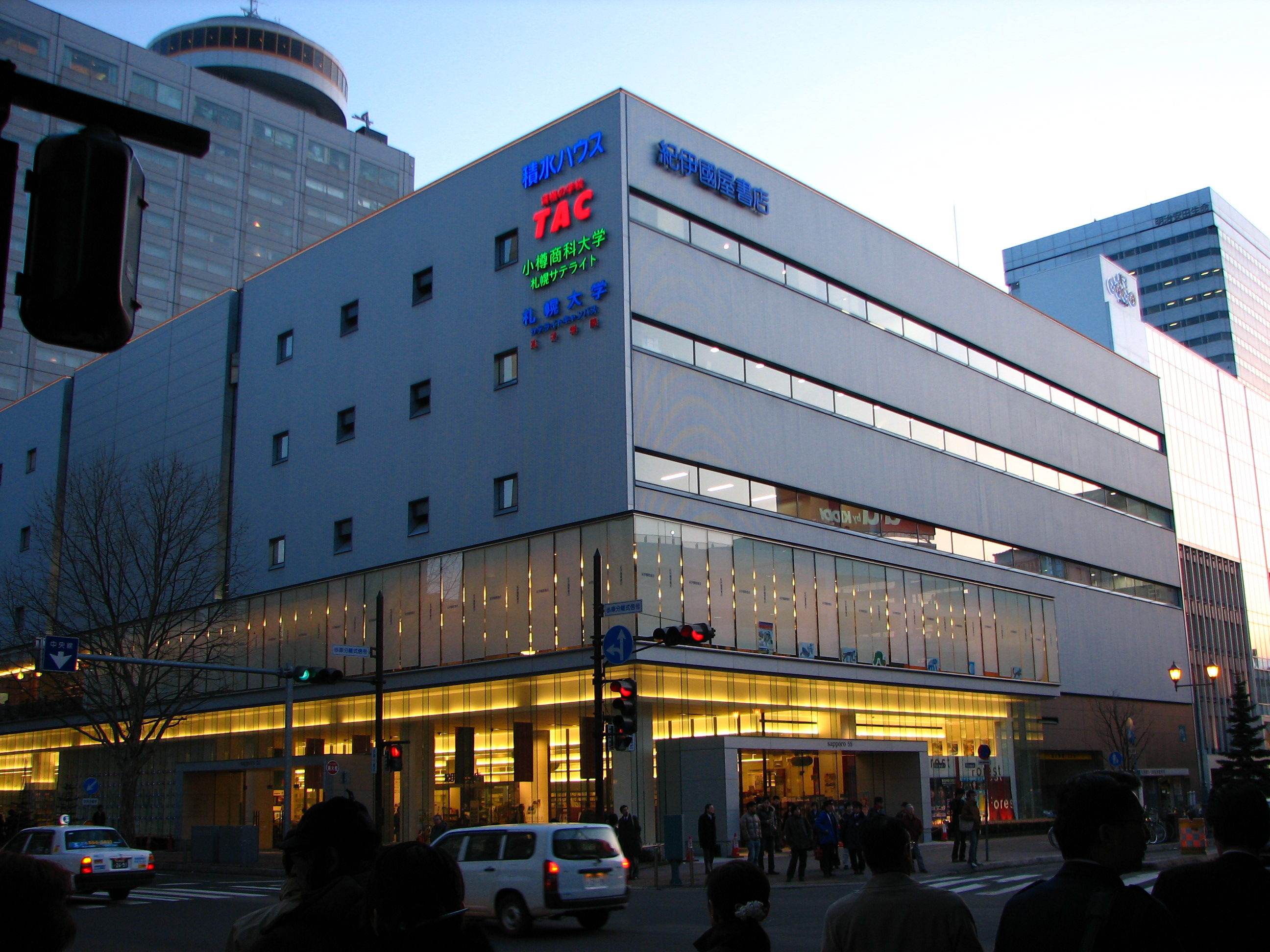
札幌本店（sapporo55ビル）
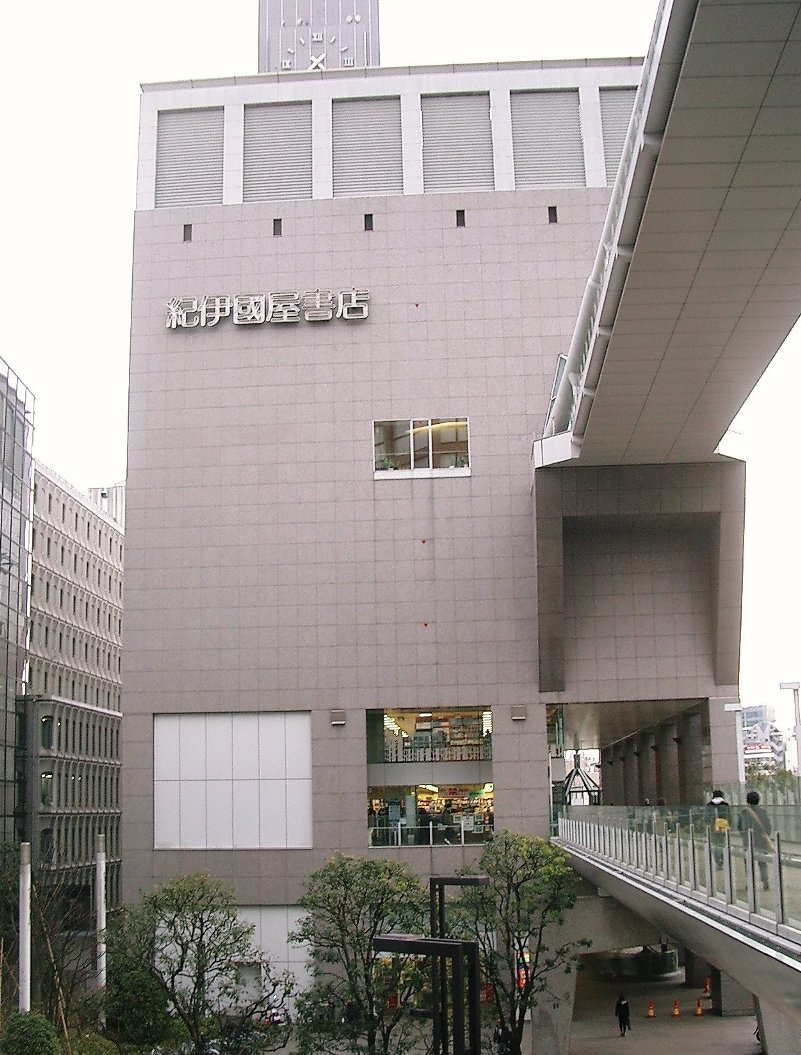
Books Kinokuniya Tokyo 洋書専門店 (旧新宿南店)
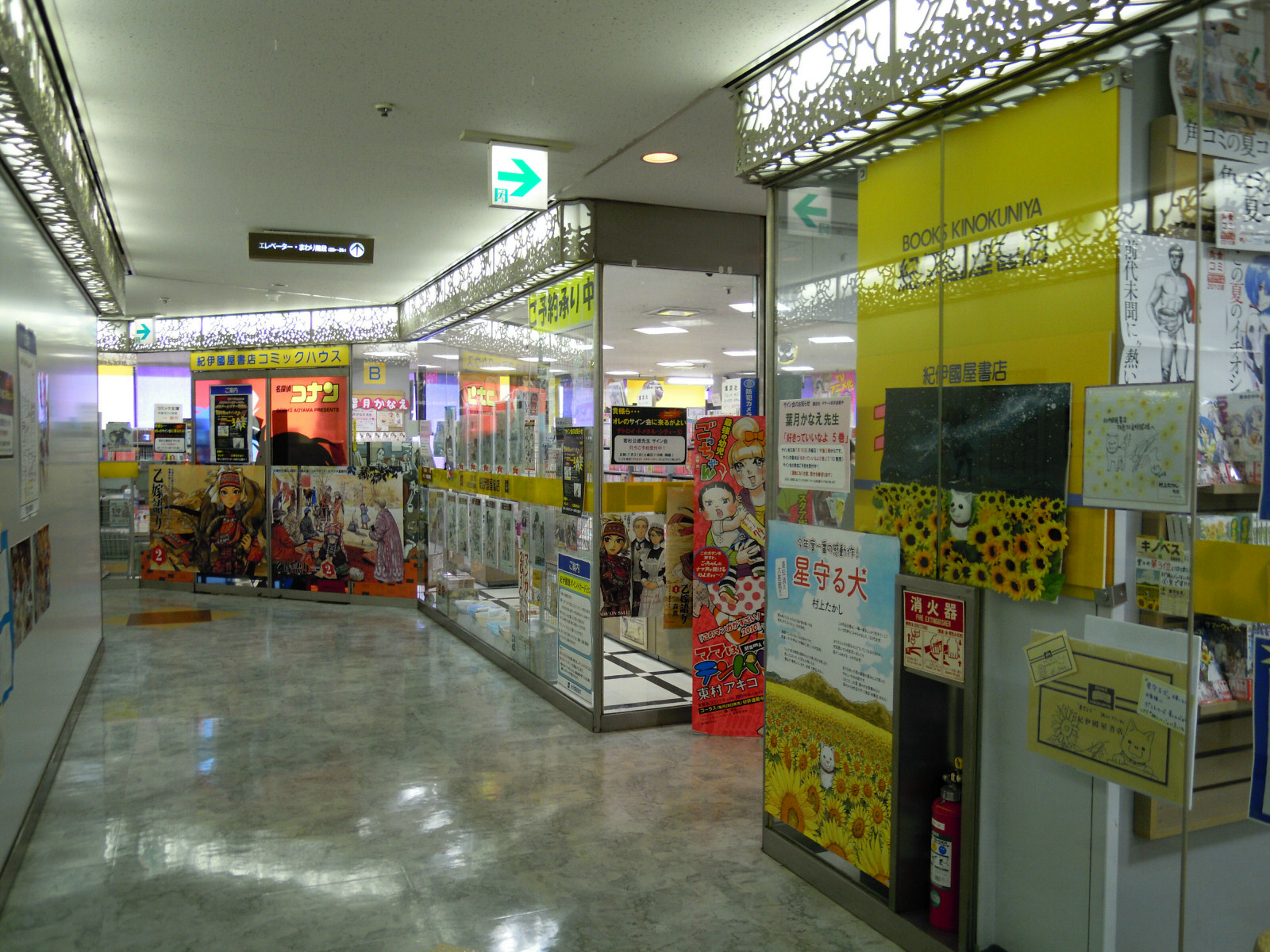
梅田本店（阪急三番街）
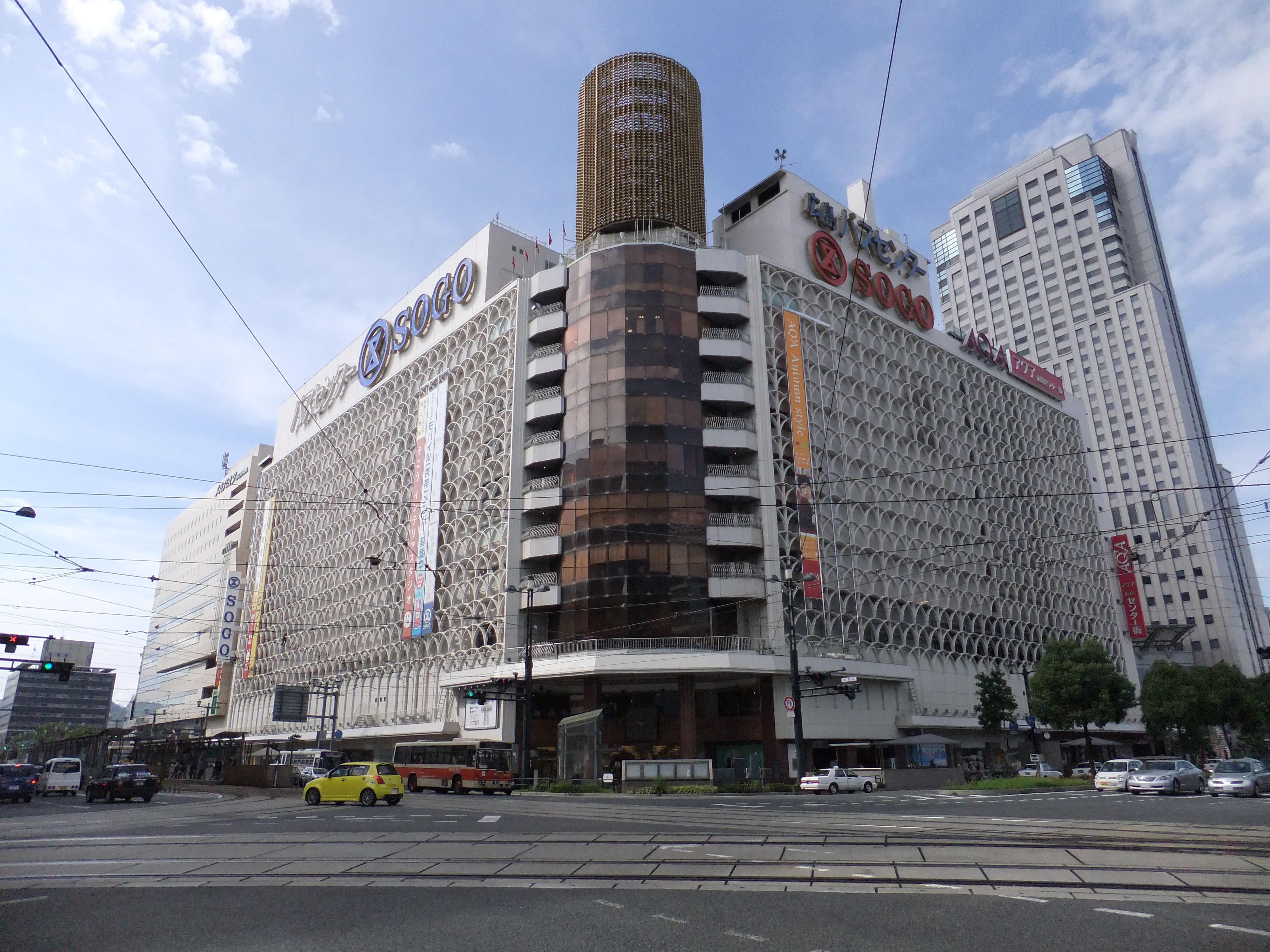
広島店（アクア広島センター街）
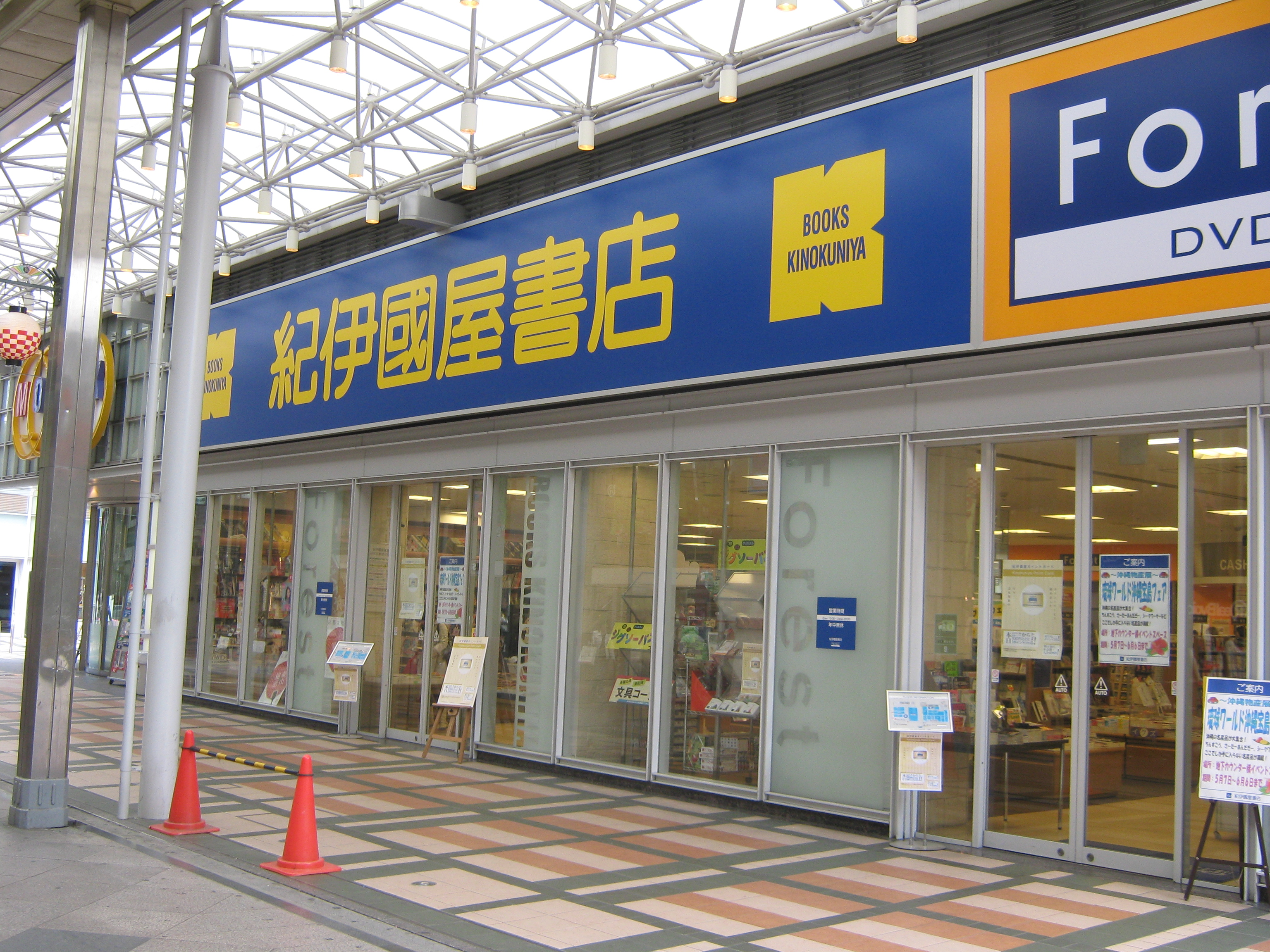
MOVIX京都店（閉店）
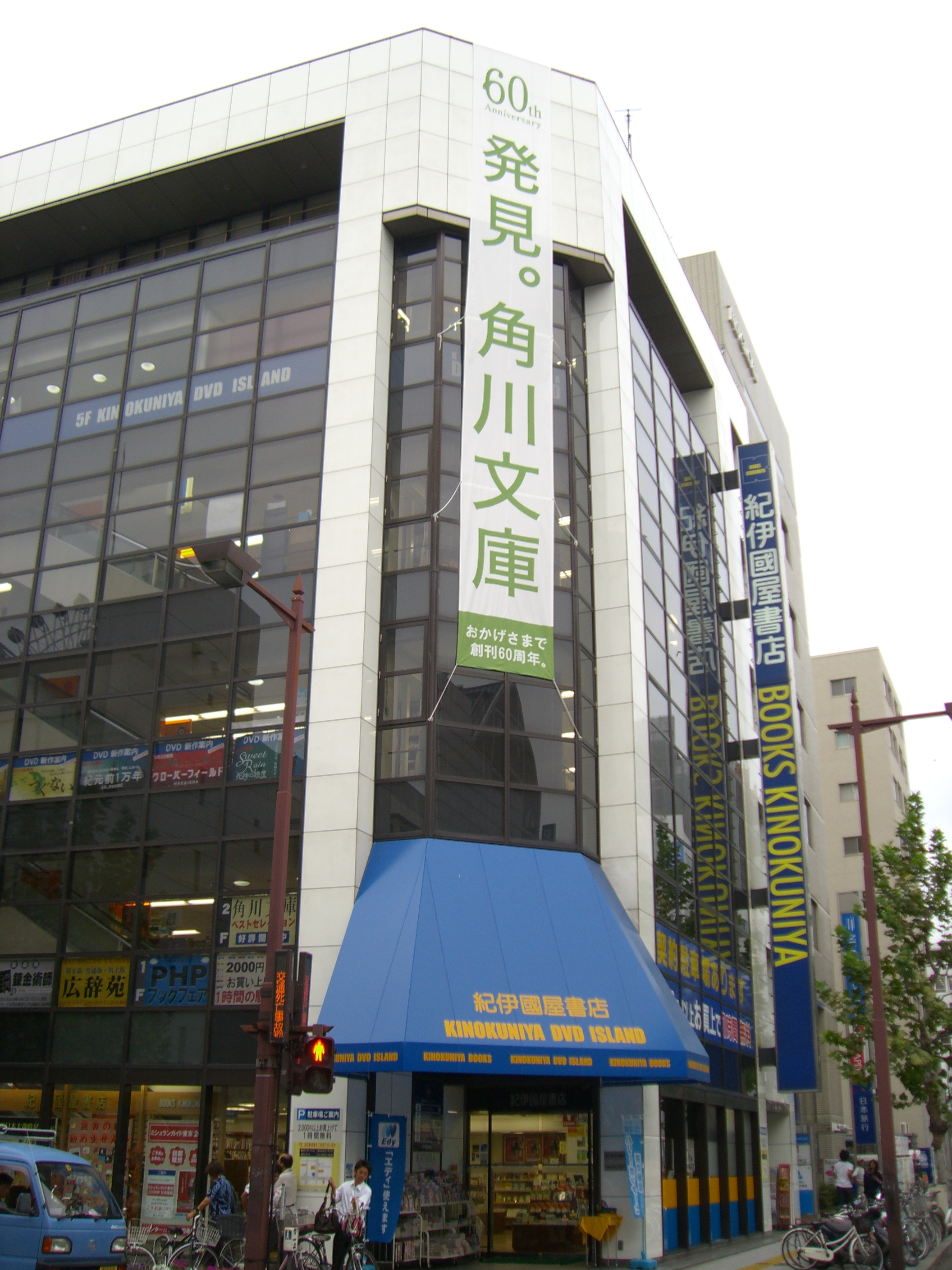
松山店（閉店）

## 劇場
- 紀伊國屋ホール
- 紀伊國屋サザンシアター TAKASHIMAYA

## 関係会社

### 連結子会社
- 株式会社旭屋書店
- 京王書籍販売株式会社
- 株式会社東京旭屋書店
- 株式会社エヌ・ビー・シー - カレンダーの制作・販売、文具の販売。
- 株式会社日本カタロゴス - 図書館各種資料の書誌目録データ作成、図書整理作業全般ほか
- KINOKUNIYA BOOK STORES OF AMERICA Co., Ltd.（英語）
- KINOKUNIYA BOOK STORES OF SINGAPORE PTE.LTD（英語）
- KINOKUNIYA BOOK STORES OF TAIWAN CO., LTD.
- KINOKUNIYA BOOK STORES　 (Malaysia) SDN，BHD.（英語）
- KINOKUNIYA BOOK STORES OF (Thailand) CO., LTD.
- KINOKUNIYA BOOK STORES (CAMBODIA) CO., LTD.
- KINOKUNIYA BOOK STORES OF AUSTRALIA PTY.LTD.（英語）
- KINOKUNIYA BOOK STORES OF TAIWAN CO, LTD.
- UAE紀伊國屋書店
- KINOKUNIYA PUBLICATIONS SERVICE OF LONDON CO., LTD.
- AsianBasis (Thailand) Co., Ltd.
- AsianBasis Sdn. Bhd.
- AsianBasis Commerce DMCC

### 主要出資会社
- 株式会社ブックセラーズ&カンパニー（40%） - カルチュア・コンビニエンス・クラブと日本出版販売との共同出資会社[12]
- 株式会社日本電子図書館サービス - KADOKAWA、講談社、図書館流通センター、大日本印刷との合弁会社。電子図書館サービス「LibrariE」の運営